# Hieracium constrictiforme
Hieracium constrictiforme es una especie de planta con flor del género Hieracium, de la familia Asteraceae, orden Asterales.

## Distribución
Hieracium constrictiforme se distribuye por Noruega y las Islas Feroe.

## Taxonomía
Fue descrita científicamente por Dahlst. Fue publicada en Bot. Færöes: 634 (1903).